# 新田政盛
新田 政盛（にいだ まさもり）は、戦国時代から安土桃山時代にかけての武将。南部氏の家臣。

## 略歴
天文16年（1547年）、新田行政の子として誕生。
父・行政が南部晴政と共に本家である八戸氏（根城南部氏）を倒した後、政盛の兄・政栄が八戸氏（根城南部氏）を継いだため、政盛が実家の新田家を継いだ。その後は兄と共に南部信直擁立、九戸政実討伐に参加して、八戸氏の重臣となった。
慶長8年（1603年）、死去。

## 関連作品
- 三日月が新たくなるまで俺の土地！ ～マイナー武将「新田政盛」に転生したので野望MAXで生きていきます～（篠崎冬馬、アース・スター エンターテイメント、2023年）[2]